# Pantservoertuig

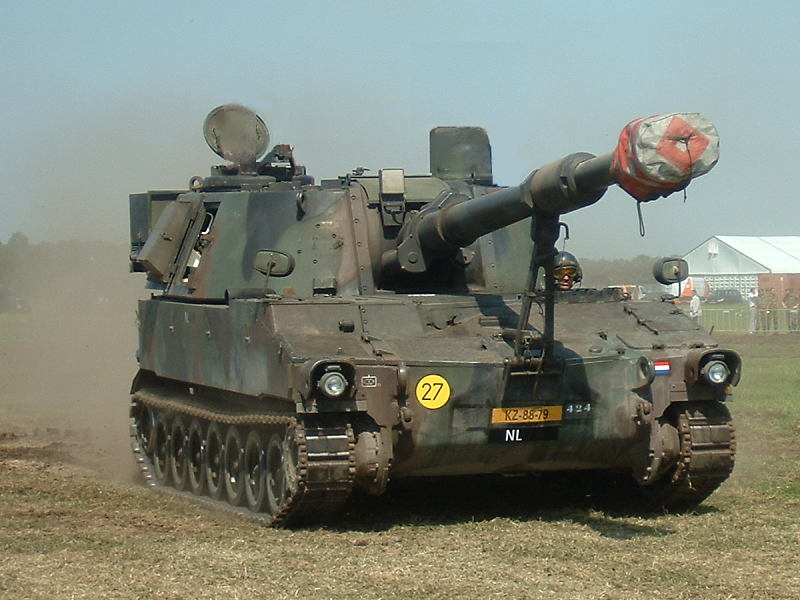
Een pantserhouwitser M-109

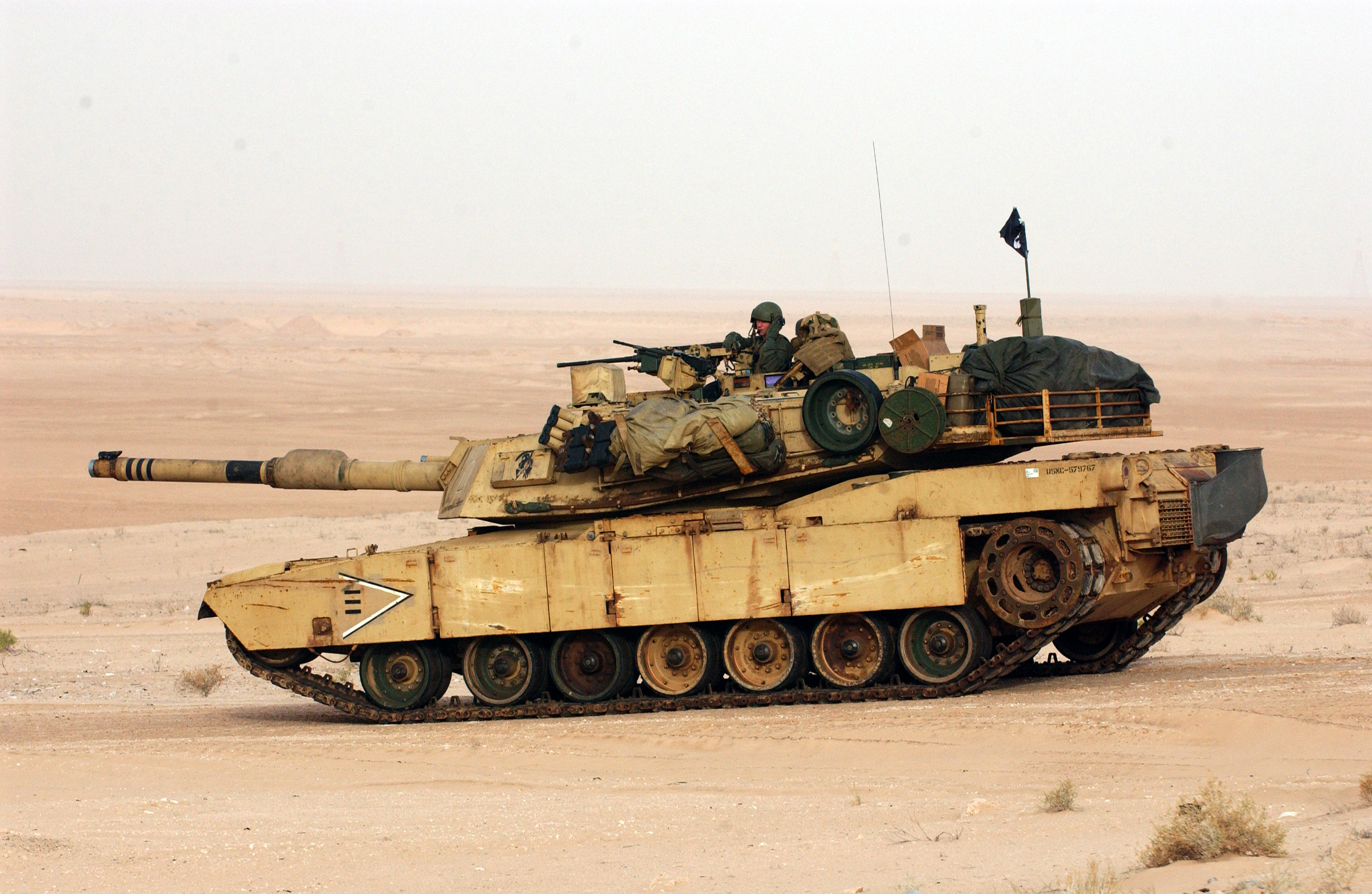
Een M1A1 tank in Irak

Een pantservoertuig is een gevechtsvoertuig dat gepantserd is. Men kan onder meer de volgende soorten onderscheiden:
- tank: een rupsvoertuig met een geschutskoepel voor het uitbrengen van direct vuur.
- tankette: een licht rupsvoertuig van voor de Tweede Wereldoorlog, zonder koepel, met lichte bewapening in een kazematopbouw.
- pantserwagen: een wielvoertuig - dus zonder rupsbanden.
- half-track: een voertuig met achteraan rupsbanden en vooraan een paar wielen.
- gemechaniseerd geschut: een rupsvoertuig zonder koepel met een vlakbaangeschut.
- gemechaniseerde artillerie:rupsvoertuigen met krombaangeschut, waarvan dan minstens de romp gepantserd is.
- pantserhouwitser: stuk gemechaniseerde artillerie met geschut onder pantser.
- tankjager: gemechaniseerd geschut of lichte tank voor de bestrijding van tanks.
- pantserinfanterievoertuig: voertuig voor het transport van infanterie.
- infanteriegevechtsvoertuig: voertuig dat de meegenomen infanterie via schietgaten in staat stelt vuur uit te brengen op de vijand.

De overeenkomstige term in het Engels is: AFV (Armoured Fighting Vehicle), in het Duits: Panzer, in het Frans: blindé, in het Italiaans: corazzato.